# Département de la Leine

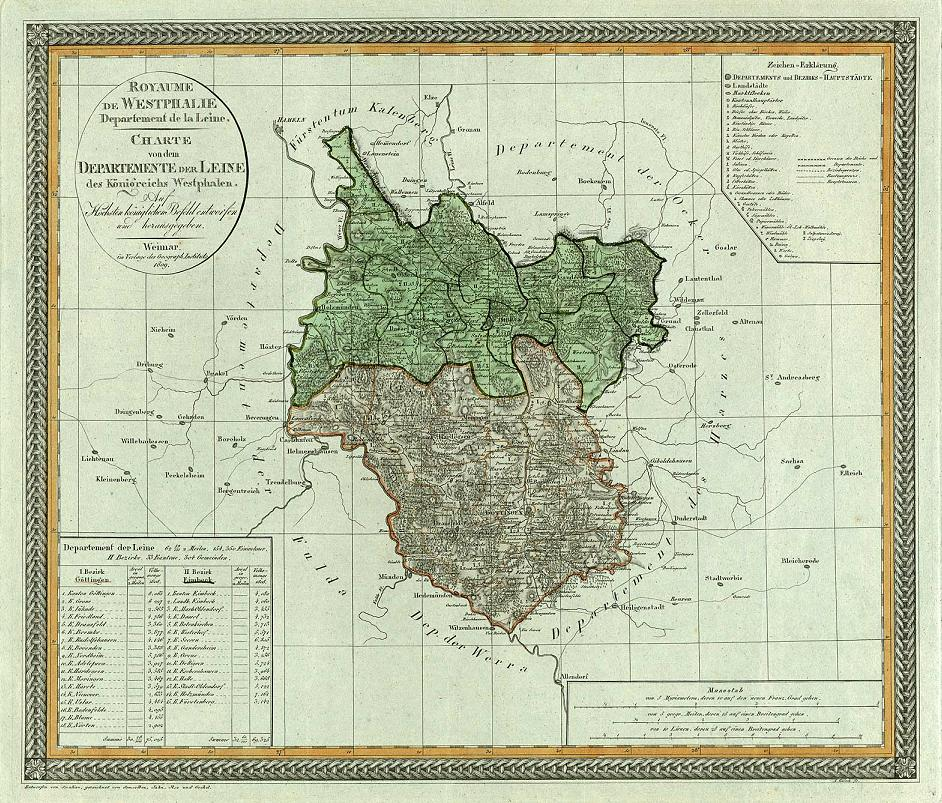
Carte du département de la Leine (1809)

Le département de la Leine (en allemand : Departement der Leine, Leine-Departement ou Leinedepartement) était un département du royaume de Westphalie. Son chef-lieu était Göttingen. Il devait son nom à la Leine, un affluent de l'Aller.

## Création
Le département est créé par le décret royal du 24 décembre 1807, qui ordonne la division du royaume en huit départements.

## Territoire
Selon le décret précité, le département recouvrait :
- le pays de Göttingen ;
- une partie de la principauté de Grubenhagen ;
- une partie du pays de Hildesheim ;
- une partie du pays de Brunswick ;
- une partie de la Hesse.

## Population
Selon le décret précité, la population du département était estimée à 145 537 habitants.

## Subdivisions
Selon le décret précité, le département était divisé en deux districts ou arrondissements dont les chefs-lieux étaient Göttingen et Einbeck.